# Jacobson-szerv
A Jacobson-szerv vagy más néven vomeronazális szerv (későbbiekben VNO) sok állatban megtalálható járulékos szaglószerv, amit Frederik Ruysch, majd később Ludwig Jacobson írt le 1813-ban.
Jacobson-szerv főként a feromonok felismerésére szolgál, amik kémiai információhordozók, egyazon faj egyedei között.
Számos, állatok széles skáláján elvégzett kutatás bizonyítja ennek a másodlagos szervrendszernek a fontosságát, a reprodukcióban és a társas viselkedésekben. Léte és funkciója az emberi szervezetben vitatott, bár a legtöbb tanulmány egyetért abban hogy a VNO még magzati stádiumban visszafejlődik. Sok, a VNO megfelelő működéséhez nélkülözhetetlen gén az állatokban megtalálható, de az emberben már nem működőképes. Az emberek között létrejövő minimális kémiai kommunikáció ellenére sem állíthatjuk biztosan, hogy az emberek rendelkeznek VNO-val.

## Felépítés
A VNO az orrüreg alatt, egy elkülönülő csont vagy porc tokban helyezkedik el. ami az orrüregbe nyílik. Két részre tagolódik amit az orrsövény választ el, ezek elnyúl c , vagy félhold alakú üregek. A VNO neuronjainak axonjai a járulékos szaglógumóba futnak. A receptor sejtek a félhold alakú üreg homorú felszínén ülnek. Az üreg domború felszínét érzéketlen csillós sejtek borítják, de itt találhatók bazális sejtek is. Az üreg falában mirigyes állomány található, amely feltölti az üreget folyadékkal. Az üreg mellett futó vérerek tágulása és összeszűkülése befolyásolja a szerv működését.

## Funkció
Az emlősöknél a VNO a nem illékony kémiai anyagok felismerésére szolgál, de ehhez szükség van fizikai kontaktusra a szag forrásával. Megfigyelték, hogy bizonyos illat anyagok kémiai-információhordozóként (feromon) viselkednek egy állatfaj különböző egyedei között. Az elsődleges szaglórendszerrel ellentétben, ami a szaglógumókból a szaglókéregbe továbbítja az információt, a VNO-ból az információ a járulékos szaglógumóba, innen az amygdalába, BNST-be(Bed nucleus of the stria terminalis), majd legvégül a hipotalamuszba jut. Mivel a hipotalamusz egy jelentős neuroendokrin központ (valamint a vegetatív idegrendszer fontos része), ez magyarázhatja, hogy az illatok miért képesek befolyásolni az agressziót és a párzási viselkedést.

## Állatok
Működőképes VNO-val sok állatfaj rendelkezik, beleértve az összes kígyó fajt, a gyíkokat, és jelentős számú emlőst, mint az egerek, patkányok, elefántok, szarvasmarhák, kutyák, macskák, kecskék és sertések.
- Feltételezések szerint a szalamandrák az orruk ütögetésével aktiválják VNO-jukat
- A kígyók a préda érzékelésére használják a VNO-t, kiöltik nyelvüket, összegyűjtik az illatanyagok, majd az VNO nyílásához érintik a nyelvüket amikor visszahúzzák a szájukba.
- A VNO jól fejlett a lemúrok és makik fajainál,[3] különböző fejlettségi szinteken áll az újvilági majmok között, fejletlen az óvilági és emberszabású majmoknál.[4]
- Az elefántok az ormányuk végét érintik az szájpadlásukhoz, ahol a VNO nyílása található, így érzékelik a kémiai jeleket.[5]
- Az ékszerteknősök a VNO segítségével képesek szagokat érezni a víz alatt.[6]

## Ember
Eddig számos vizsgálatot végeztek annak érdekében, hogy kiderítsék egy felnőtt ember szervezetében valóban megtalálható-e a VNO. Trotier és munkatársai. által vizsgált személyek 92%-a, akiknek nem volt orrsövény műtéte, rendelkezik legalább egy VNO-val. Kjaer és Fisher Hansen szerint a VNO még a magzati fejlődés alatt eltűnik, úgy mint néhány főemlősnél. Azonban Smith and Bhatnagar azt állítja hogy Kjaer és Fisher Hansen egyszerűen nem vették észre a szervet az idősebb magzatokban. Won, 22 halott pácienséből 13-ban (59,1%), és 78 élő betege közül 22-ben (28,2%) talált bizonyítékokat a VNO létezésére. Ezekre az eredményekre alapozva a tudósok még mindig vitáznak a VNO meglétén felnőtt emberekben. A legtöbb kutató azonban a VNO nyílását, nem pedig csöves struktúráját kereste a vizsgálati személyeken. Ezt figyelembe véve a makroszkópos technikával végzett vizsgálatok eredményeivel szemben szkeptikusak, mert könnyem lehetséges hogy elsiklottak a VNO fölött vagy tévesen azonosították be.